# Sušica (Valjevo)
Pour les articles homonymes, voir Sušica.
Sušica (en serbe cyrillique : Сушица) est un village de Serbie situé sur le territoire de la Ville de Valjevo, district de Kolubara. Au recensement de 2011, il comptait 260 habitants.

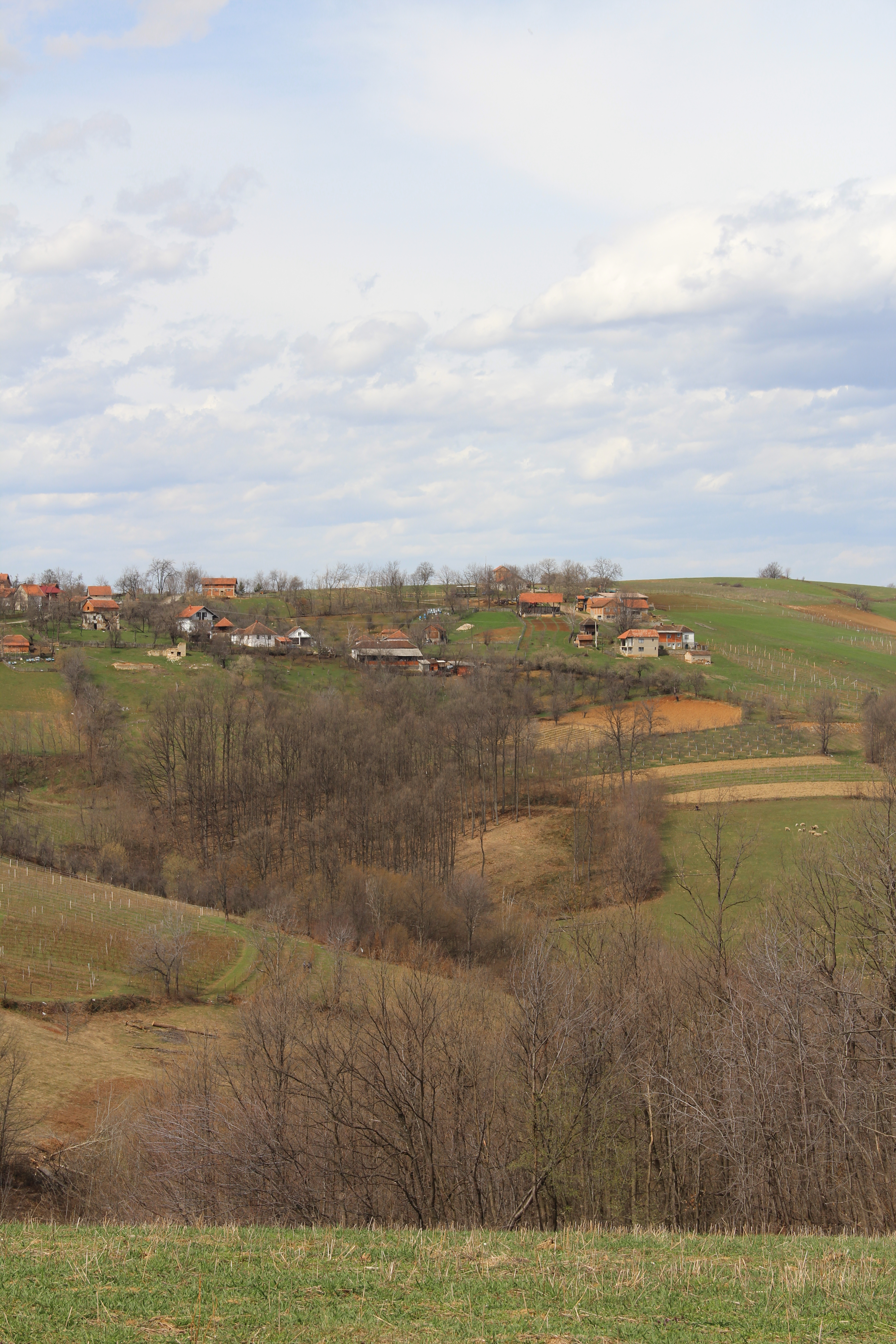
Sušica - Panorama
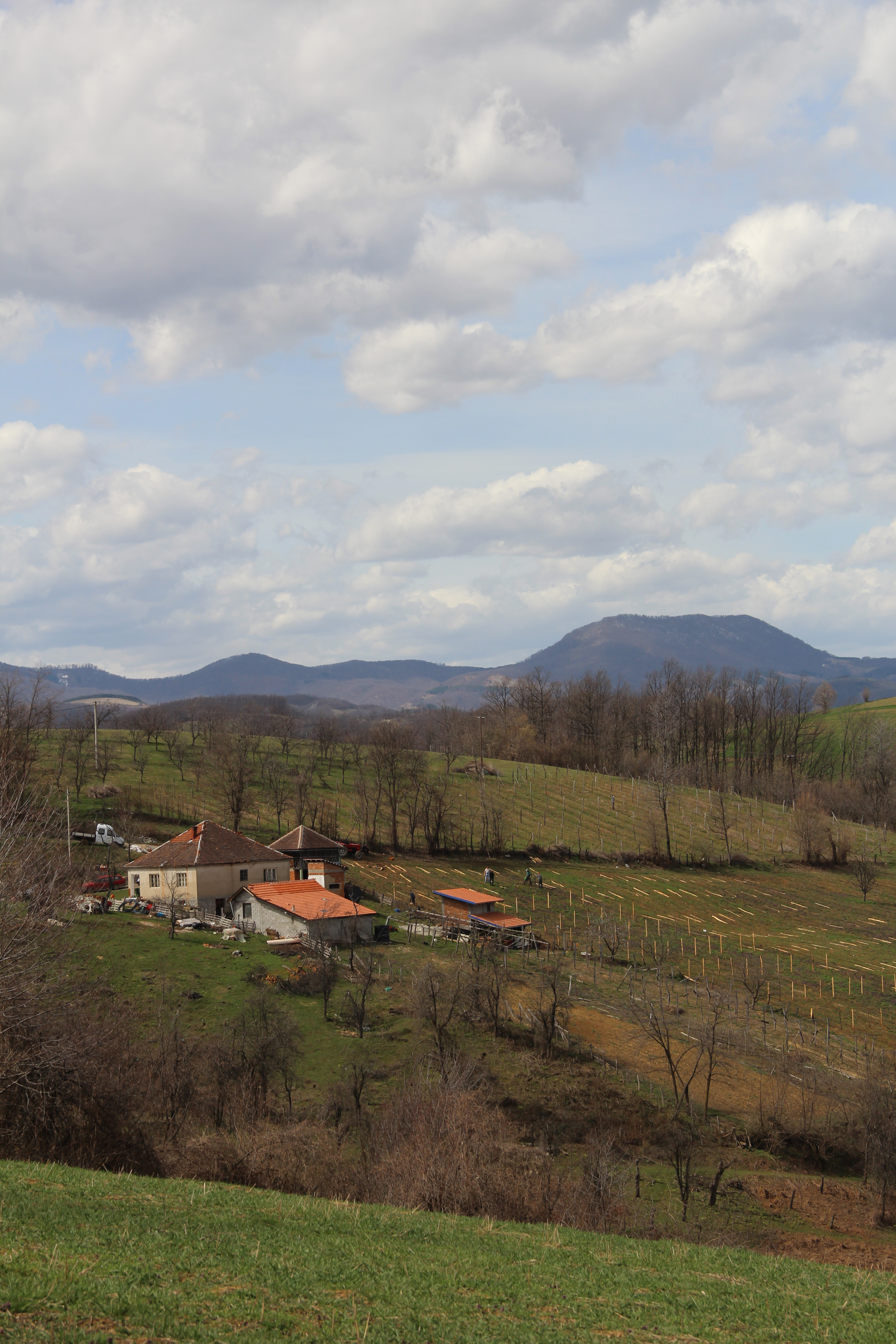
Sušica - Panorama
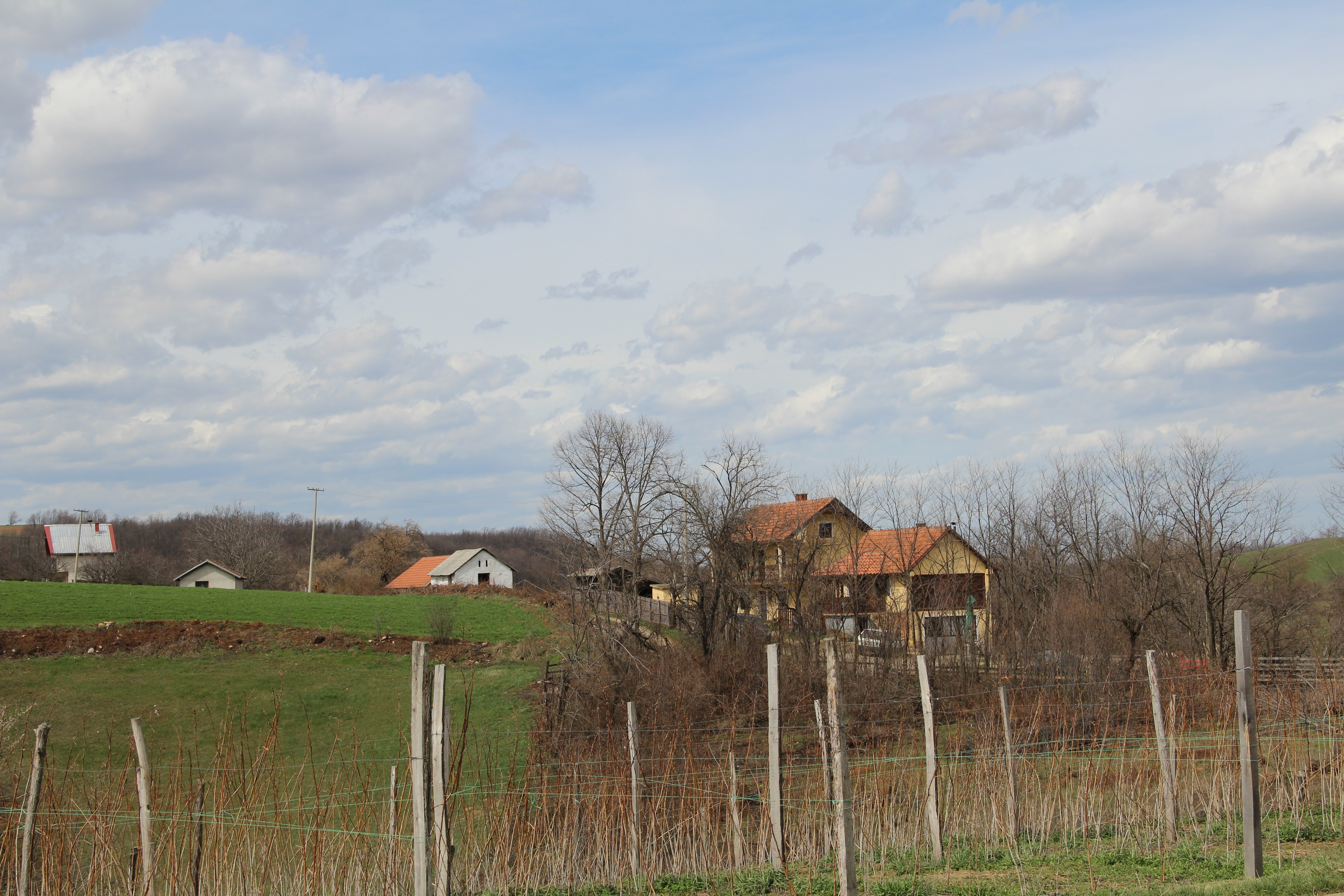
Sušica - Panorama
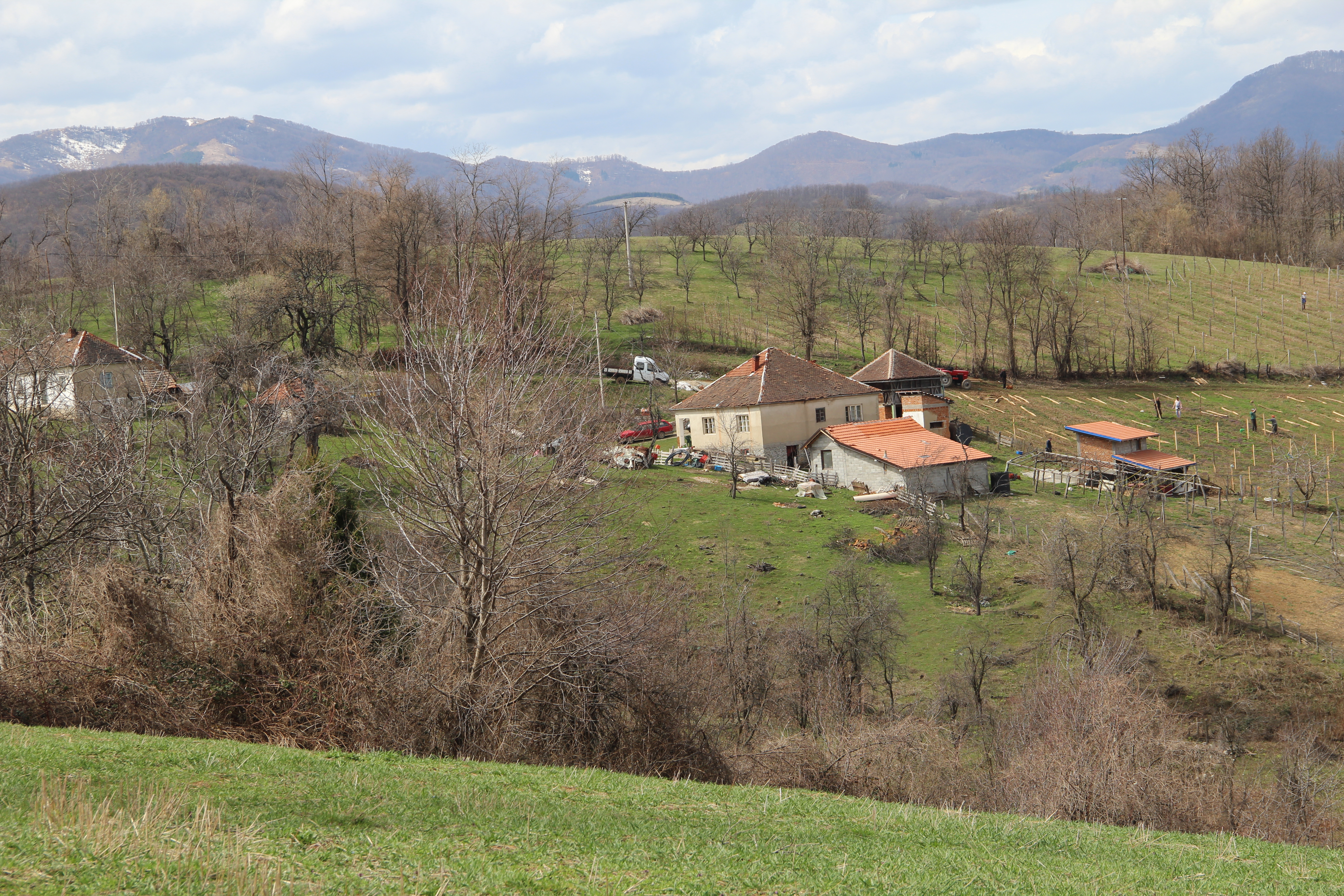
Sušica - Panorama
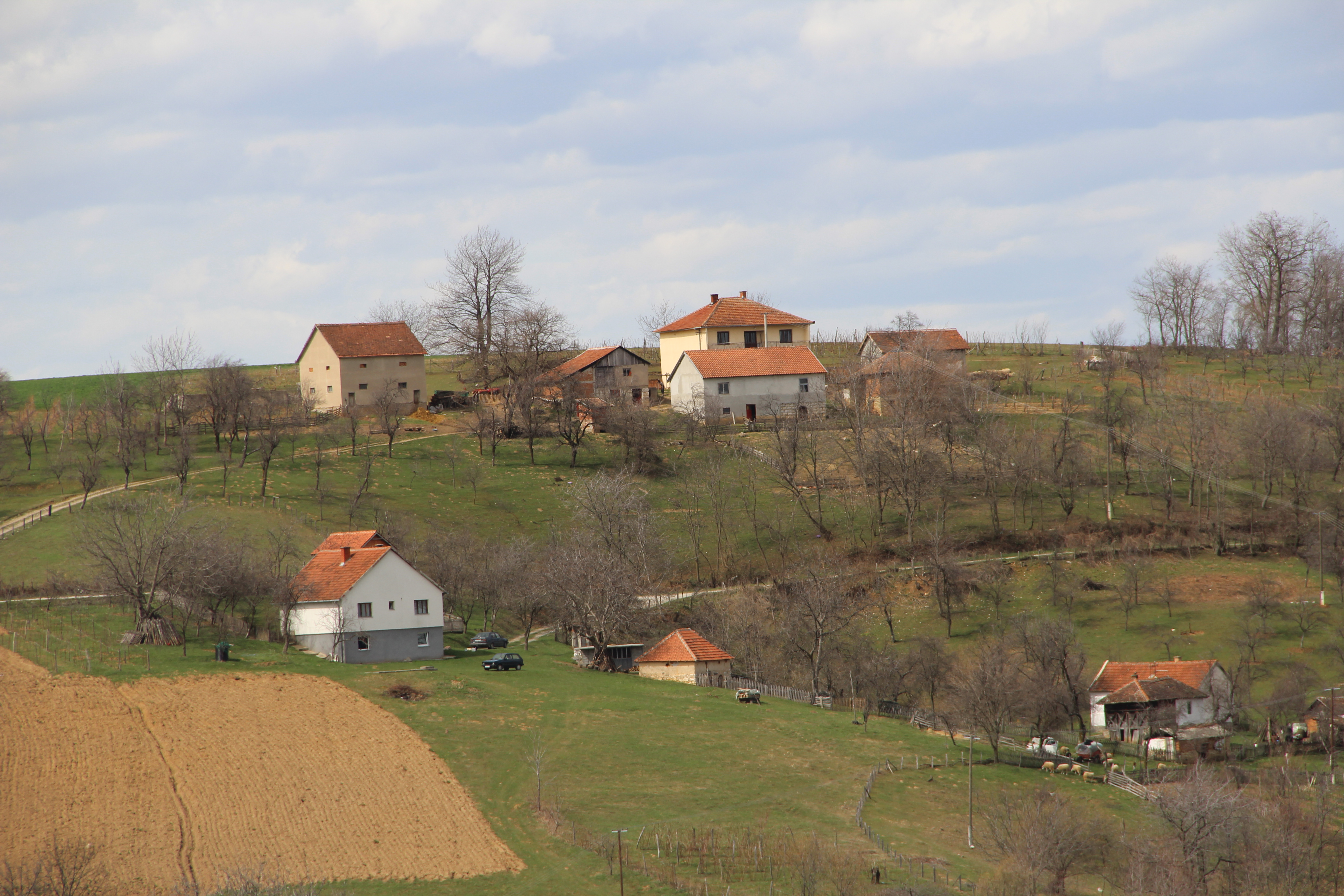
Sušica - Panorama
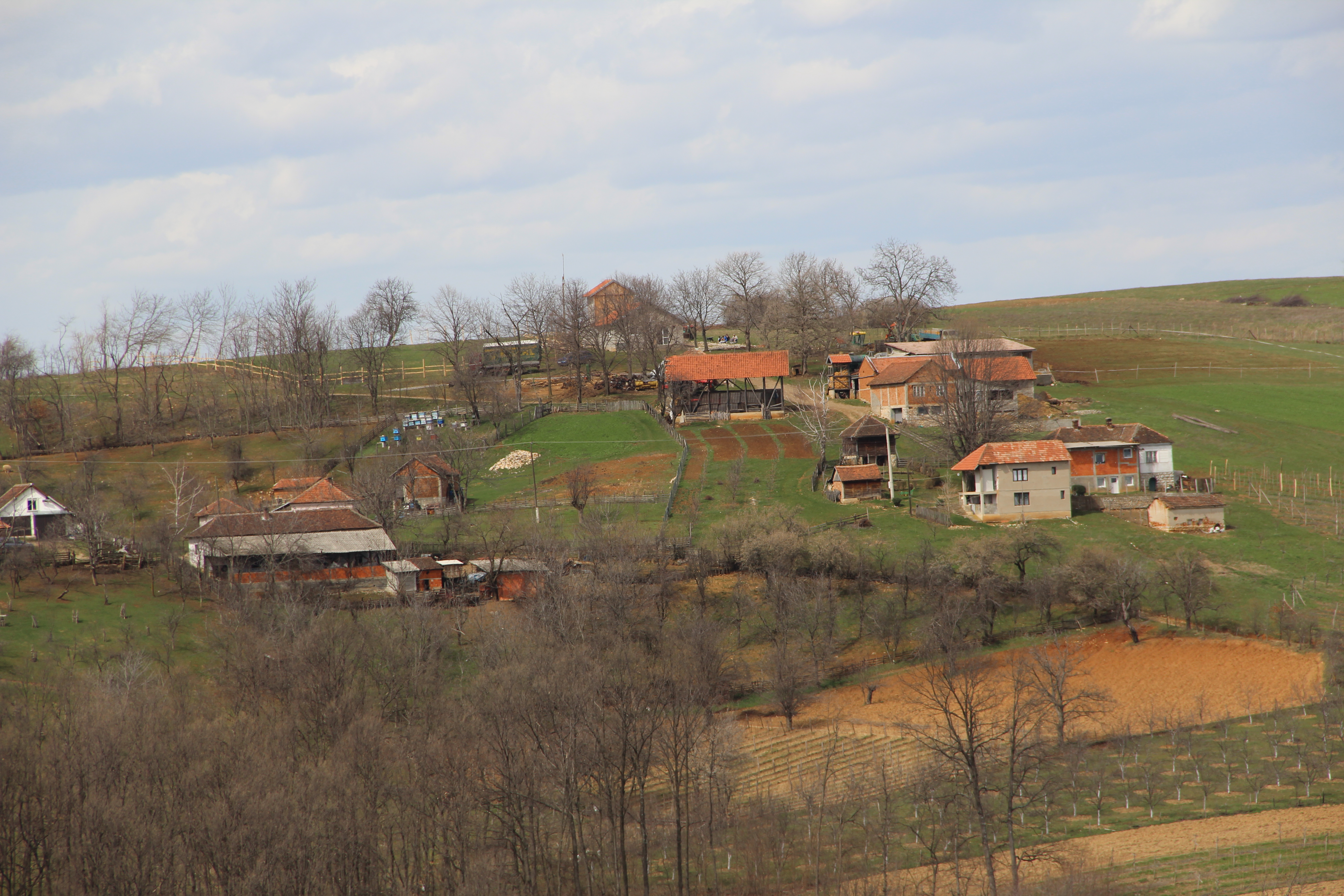
Sušica - Panorama

## Démographie
| 1948 | 1953 | 1961 | 1971 | 1981 | 1991 | 2002 | 2011 |
| ---- | ---- | ---- | ---- | ---- | ---- | ---- | ---- |
| 618  | 621  | 588  | 509  | 434  | 369  | 301  | 260  |

|  |